# Adolf Ritter von Tutschek
Adolf Ritter von Tutschek, nato Adolf von Tutschek (Ingolstadt, 16 maggio 1891 – nei pressi di Brancourt, 15 marzo 1918), è stato un militare e aviatore tedesco, asso dell'aviazione durante la prima guerra mondiale accreditato di 6 vittorie aeree.

## Biografia
Adolf von Tutschek nasce a Ingolstadt, nell'allora Regno di Baviera. Era figlio di Karl Tutschek, capo ufficiale medico alla Reale Accademia Militare di Baviera.
Dopo aver frequentato le scuole superiori ad Augusta, nel 1910 entra nella Reale Scuola Cadetti di Baviera. Dopo aver conseguito la laurea nel mese di ottobre del 1912, entra nel 3º Reale Reggimento di Fanteria della Baviera "Principe Carlo di Baviera" come Fahnenjunker (aspirante ufficiale). In seguito riceve il grado di Leutnant (sottotenente).
Ha iniziato il suo servizio militare in campo nella prima guerra mondiale con il 40º Reale Reggimento fucilieri di Prussia nella regione dei Vosgi, ma ben presto viene trasferito di nuovo nel 3º Reale Reggimento di Fanteria della Baviera (che dal marzo 1915 diventa parte dell'11ª Divisione bavarese), prima come aiutante di campo del 2º battaglione, poi come comandante di compagnia, operando in Francia, Galizia, Polonia e Serbia. Nel maggio del 1915 a Gorlice, Polonia, viene ferito ad un piede da una scheggia di granata.
Il 25 febbraio 1916 viene insignito dell'Ordine militare di Massimiliano Giuseppe per un'azione condotta il 10 agosto 1915 contro una roccaforte russa vicino Petrylów in Polonia (a sud di Brest-Litovsk) al comando di 2 compagnie del 3º Reale Reggimento di Fanteria della Baviera. Per un non nobile ricevere l'onorificenza dell'Ordine militare di Massimiliano Giuseppe equivaleva ad essere elevato al rango di nobile. Così a Adolf von Tutschek venne assegnato il titolo non ereditario "Ritter" (cavaliere).
Nei primi mesi del 1916 viene promosso al grado di Oberleutnant. Nel mese di marzo del 1916 viene gravemente ferito da un gas velenoso durante la Battaglia di Verdun. Dopo il recupero, chiede ed ottiene l'addestramento da pilota.

### Il servizio presso l'aviazione
Nel luglio 1916 frequenta la scuola di volo a Schleissheim e nel mese di ottobre del 1916 torna sul campo di battaglia al servizio della Feldflieger Abteilung 6b.
Viene poi trasferito nella Jagdstaffel 2 nel mese di gennaio 1917 come pilota di aerei monoposto. Nei primi tre mesi di permanenza nella squadriglia compie 140 missioni di combattimento ottenendo le sue prime 3 vittorie aeree. Il suo primo trionfo avviene il 6 marzo 1917 con l'abbattimento dell'Airco DH.2 dell'asso Maximillian Mare-Montembault del 32º Squadrone della Royal Flying Corps, costretto ad atterrare e quindi fatto prigioniero dalle forze tedesche.
Il 28 aprile assume il comando della Jagdstaffel 12 dopo la morte dell'Hauptmann Paul von Osterroht, suo predecessore. Tra i piloti della squadriglia c'era anche Paul Billik, futuro comandante della Jagdstaffel 52 e asso dell'aviazione tedesca. La sua nomina a comandante di una squadriglia prussiana era abbastanza insolita in quanto von Tutschek era un bavarese. Il 30 aprile comunque Von Tutschek dissipa ogni sospetto prussiano nei suoi confronti quando sale a bordo del suo aereo e, di notte, decolla dal campo d'aviazione sotto bombardamento cominciando un inseguimento agli aerei nemici abbattendone anche uno, un F.E.2b del 57º Squadrone della Royal Flying Corps, segnando, tra l'altro, la sua prima vittoria come comandante della Jagdstaffel 12.
Per il suo aereo scelse una personale combinazione di colori: tutto nero ad eccezione del rotore dell'elica colorato di bianco e di quadrati bianchi sulle ali e sul timone di coda con all'interno la croce tedesca, simbolo della Luftstreitkräfte, in nero.
Nel mese di maggio ha ottenuto 6 vittorie aeree abbattendo quattro Sopwith Pup, un Sopwith Triplane e il 20 maggio uno SPAD S.VII del 23º Squadrone britannico che dopo un lungo duello si è schiantato in fiamme.
Al ritorno da un periodo di riposo dal fronte, il 26 giugno attacca due Sopwith 1½ Strutter, ma il fuoco di risposta danneggia il suo Albatros ed è costretto ad atterrare. Tre giorni dopo, il 29 giugno, in un combattimento con il 60º Squadrone della Royal Flying Corps, è il suo motore ad essere danneggiato ed è obbligato ad un atterraggio forzato nei pressi di Cantin.
Nel mese di luglio Von Tutschek ottiene ben 11 vittorie aeree confermate.
L'11 luglio gli viene assegnata la Croce di Cavaliere dell'Ordine Reale di Hohenzollern e il 3 agosto, con 21 vittorie aeree confermate, riceve la più prestigiosa onorificenza dell'Impero tedesco, il Pour le Mérite.
L'11 agosto 1917, dopo aver conseguito la 23ª vittoria, Adolf Ritter von Tutschek viene gravemente ferito alla spalla dal Flight Sub-Lieutenant Charles Dawson Booker dell'8º Squadrone della Royal Naval Air Service. Se Viktor Schobinger non fosse intervenuto e non avesse sparato a Booker, Tutschek probabilmente sarebbe stato ucciso.
Con la sua scapola in frantumi, Tutschek rimane a terra per ben sei mesi per recuperare la grave ferita. Durante questo periodo trova il tempo per scrivere un libro di memorie delle sue esperienze di volo intitolato Stürme und Luftsiege (attacchi e vittorie aeree).

### Alto comando e morte
Von Tutschek torna al servizio attivo nel mese di febbraio del 1918 e gli viene affidato il comando della nuova Jagdgeschwader 2, una formazione comprendente anche le Jagdstaffeln 12, 13, 15 e 19. Ha più volte espresso la sua insoddisfazione per i progressi di questa nuova unità nel suo diario in quanto era a corto di aerei, parti di ricambio, di carburante e con un numero di aerei nettamente inferiore al Royal Flying Corps. L'ultimo giorno del mese di febbraio del 1918 è stato protagonista di una collisione in volo con il tenente Paul Blumenbach entrambi a bordo di Fokker Dr.I. Entrambi i piloti sono riusciti ad atterrare ed uscire illesi dallo scontro.
Ottiene le sue ultime 4 vittorie aeree tra il mese di febbraio e quello di marzo, tra cui l'abbattimento di un pallone frenato da osservazione. Il 15 marzo, infatti, il sudafricano asso Lieutenant Harold Bolton Redler del 24º Squadrone del Royal Flying Corps a bordo del suo S.E.5a abbatte von Tutschek. Il tedesco precipita nel suo triplano verde (No. 404/17) fuori controllo.
Adolf Ritter von Tutschek ha ottenuto complessivamente 27 vittorie aeree, 24 di queste durante la sua permanenza nella Jagdstaffel 12 (poi confluita nella Jagdgeschwader 2) contribuendo a circa un quarto delle vittorie complessive della squadriglia.